# そごう大宮店
そごう大宮店（そごうおおみやてん）は、埼玉県さいたま市大宮区にある百貨店。株式会社そごう・西武が運営している。旧そごうグループ経営破綻前の店名から大宮そごうとよばれることが多い。

## 概要
1987年（昭和62年）3月27日に株式会社そごうの系列会社である株式会社大宮そごう（1981年会社設立、2002年統合消滅）により開店。大宮市（当時）が推進していた大宮駅西口の区画整理事業においてそごうが誘致を受けた結果の出店であった。
大宮駅西口正面に立地し、2階の正面入り口はペデストリアンデッキで大宮駅西口と直結している。埼玉県下の百貨店では伊勢丹浦和店に次ぎ2番目に高い売上高（265億8200万円（2021年度））となっている。
2002年に民事再生法の手続きおよびそごう各社の統合で株式会社そごうの運営となった。その後2009年8月に、そごう、西武百貨店、2社の持ち株会社ミレニアムリテイリングの統合で株式会社そごう・西武の運営となっている。
店舗のうち1階から3階の西側は地権者テナント「OSS24（オズ24）」として営業している（そごうの店舗ではない）。
2003年11月にそごうパーキング館が竣工。地上12階地下2階建てで、そのうち1階から3階には「ビックカメラ大宮西口そごう店」が入居している。残りは駐車場となっている。本館とは道路を挟んで地下1階、3階、9階で連絡している。また、このパーキング館の竣工に伴い同年9月に8・9・11-13階の全面リニューアルを実施した。
かつては他のそごう店舗でも見られた回転展望レストランを運営していたが、2003年のリニューアルで廃止され、美容院・クリニック（歯科）などが入居している。
2階正面入り口には東京ディズニーランドのアトラクションの1つ「イッツ・ア・スモールワールド」を模した、からくり仕掛けのセイコー製の時計（世界の人形時計）が設置されている。そごうが東京ディズニーランドとのオフィシャルスポンサー契約を終了したのをうけて2008年4月15日を以って人形運用は終了した。以降は、時計と鐘のみ稼動している。
当初の株式会社大宮そごうは株式会社千葉そごうなどの傘下であり、経営破綻時は地場地銀である武蔵野銀行の他、大宮に店舗を置く八十二銀行など複数の県外地銀が十億円単位で融資していたことが明らかとなった。また、旧そごうグループのメインバンクの一つであった日本長期信用銀行が近接地に大宮支店を設置しており（長期信用銀行では唯一埼玉県内に出店）、現在も新生銀行大宮支店として存続している。
また余談ではあるが、統合相手である西武百貨店は東口に西武大宮店を経営していたことがある（1967 - 1998年、その後は大宮ロフトの旧店舗となったのちに現在は大宮ラクーンとなる）。

## 館内
- 本館: 地下3階 - 地上13階、屋上（10階に設置）。
2階は大宮駅西口ペデストリアンデッキと連絡。
- パーキング館: 地下2階 - 地上12階、屋上。

### フロア構成
| 階  | 本館                                                                  | パーキング館                 |
| --- | --------------------------------------------------------------------- | ---------------------------- |
| 13F | ビューティ＆ヘルシー                                                  | 駐車場                       |
| 12F | ビューティ＆ヘルシー                                                  | 駐車場                       |
| 11F | ビューティ＆ヘルシー                                                  | 駐車場                       |
| 10F | ペット・スクール                                                      | 駐車場                       |
| 9F  | レストラン街                                                          | 駐車場                       |
| 8F  | 生活雑貨館（三省堂書店・LOFTなど）                                    | 駐車場                       |
| 7F  | インテリア・美術・催事場・ミレニアムカードカウンター・商品券          | 駐車場                       |
| 6F  | 紳士服・スポーツ・ロイヤルサロン                                      | 駐車場                       |
| 5F  | 婦人服（大きいサイズ）・子供服・おもちゃ                              | 駐車場                       |
| 4F  | 婦人服（ミセス・ミッシー・フォーマル・インナーウエア）宝飾・時計      | 駐車場                       |
| 3F  | 婦人服・キャリア・ヤング・専門店街OSS24                               | ビックカメラ大宮西口そごう店 |
| 2F  | 化粧品・プレステージブランド・専門店街OSS24・正面入口                 | ビックカメラ大宮西口そごう店 |
| 1F  | 婦人靴・洋品小物・ハンドバッグ・アクセサリー・専門店街OSS24・正面入口 | ビックカメラ大宮西口そごう店 |
| B1F | 食品館「エブリデイ」                                                  | 駐車場                       |
| B2F | 駐車場                                                                | 駐車場                       |
| B3F | 駐車場                                                                | なし                         |

## 周辺
- 大宮駅
- 大宮駅西口DOMショッピングセンター
- アルシェ
- シーノ大宮
- JACK大宮
- 大宮ソニックシティ

同業他社として、大宮駅東口に髙島屋大宮店が立地する。